# Quetzalapa (Azoyú)
Quetzalapa es una localidad del estado mexicano de Guerrero. Es parte del municipio de Azoyú.

## Toponimia
El nombre «Quetzalapa» proviene de los términos en náhuatl: quétzatl, quetzal; apan, río. Su significado es «río de los quetzales».

## Demografía
| Gráfica de evolución demográfica |
|                                  |

| Censo | Población |
| ----- | --------- |
| 1950  | 649       |
| 1960  | 802       |
| 1970  | 919       |
| 1980  | 1 385     |
| 1990  | 1 500     |
| 2000  | 1 631     |
| 2010  | 1 640     |
| 2020  | 1 798     |